# Хантијски језик
Хантијски језик (хантијски: хӑнты ясӑӈ) говори 9.584 људи (2010. попис) у Русији. Најсличнији је мансијском и мађарском.
Хантијски језик припада угарској грани угро-финских језика. Користи ћирилицу. Хантијски језик се дели на западне дијалекте, који се деле на северне (обдорски и дијалекти приобске групе: шуришкарски, березовски, казимски, средњообски) и јужне (иртишки, кондински и демјански) и источне дијалекте (кантински и тром-агански, агански, југански и пимски говори). Хансијски је међу првима изучавао фински научник Куста Карјалајнен, као и руски научник Николај Терјошкин.